# Джерманьо
Джерманьо (итал. Germagno) — коммуна в Италии, располагается в регионе Пьемонт, в провинции Вербано-Кузьо-Оссола.
Население составляет 208 человек (2008 г.), плотность населения составляет 104 чел./км². Занимает площадь 2 км². Почтовый индекс — 28887. Телефонный код — 0323.
Покровителем коммуны почитается святой апостол Варфоломей, празднование 24 августа.

## Демография
Динамика населения:

## Администрация коммуны
- Официальный сайт: https://web.archive.org/web/20160913004805/http://www.comune.germagno.vb.it/